# Chitrakoot Dham
Chitrakoot Dham es  una ciudad y municipio situado en el distrito de Chitrakoot en el estado de Uttar Pradesh (India). Su población es de 57402 habitantes (2011). 

## Demografía
Según el  censo de 2011 la población de Chitrakoot Dham era de 57402 habitantes, de los cuales 30421 eran hombres y 26981 eran mujeres. Chitrakoot Dham tiene una tasa media de alfabetización del 78,50%, superior a la media estatal del 67,68%: la alfabetización masculina es del 85,80%, y la alfabetización femenina del 70,27%.